# فريز نوك (باقران)
فريز نوك (بالفارسية: فریز نوک) هي مستوطنة تقع في إيران في قسم باقران الريفي. يقدر عدد سكانها بـ 65 نسمة .